# Villena-skatten
Villena-skatten (spansk: Tesoro de Villena) er et depotfund fra bronzealderen, der blev fundet i 1963 i Villena i Valencia i Spanien. Det består af 59 genstande af guld, sølv, jern og rav og vejer sammenlagt 10 kg. Det er af de største depotfund fra Europas bronzealder. Ni af genstandene er af 23,5 karat guld. Det er et af de vigtigste forhistoriske fund af guld på Den Iberiske Halvø og det næststørste i Europa efter kongegravene i Mykene i Grækenland.
11 skåle, tre flasker og 28 armbånd er af guld.
Jerngenstandene er de ældste, der er fundet på Den Iberiske Halvø, og jern betragtedes som et ædelmetal, som blev samlet og gemt. Arkæologer har dateret skatten til omkring år 1000 f.Kr.
Villena-skatten blev fundet af arkæologen José María Soler 5 km fra Villena og har siden været hovedattraktionen på det arkæologiske museum i Villena. Opdagelsen blev offentliggjort i størstedelen af de spanske medier og i Frankrig, Tyskland og USA. Skatten har været udstillet i Madrid, Alicante, Tokyo og Kyoto. Der findes to kopier af den, som er udstillet andre steder end den oprindelige skat.
Samme type metalarbejde kan også ses i Eberswalde-skatten, der blev fundet i Brandenburg i Tyskland i 1913.